# Хабибуллин, Руслан Аминович
Руслан Аминович Хабибуллин (род. 27 марта 1966, Белебей, Башкирская АССР) — певец Башкирского государственного театра оперы и балета. Заслуженный артист Российской Федерации (2008). Заслуженный артист Республики Башкортостан (2002).

## Биография
Хабибуллин, Руслан Аминович родился в 27 марта 1966 года в городе Белебее. Вскоре родители с Русланом переезжают в село Магинск Караидельского района БАССР. Здесь он окончил среднюю школу. По окончании школы служил в Ансамбле песни и пляски Прибалтийского пограничного округа в г. Риге Латвийской ССР.
В 1994 году окончил Уфимский государственный институт искусств (ныне Уфимская государственная академия искусств имени З.Исмагилова) по специальности «сольное пение» (педагог доцент Л. А. Каримова).
С 1994 года работает в оперной труппе Башкирского государственного театра оперы и балета; с 2008 года преподаёт в УГАИ.

## Вокальные партии
Папагено (В.-А.Моцарт «Волшебная флейта»), Фигаро (Дж. Россини «Севильский цирюльник»), Белькоре (Г.Доницетти «Любовный напиток»), Малатеста (Г.Доницетти «Дон Паскуале»), Моралес (Ж.Бизе «Кармен»), Валентин (Ш.Гуно «Фауст»)
Марулло (Дж. Верди «Риголетто»), Жермон (Дж. Верди «Травиата»), Шарплес (Дж. Пуччини «Мадам Баттерфляй»), Марсель, Альциндор (Дж. Пуччини «Богема»), Ризничий (Дж. Пуччини «Тоска»), Тонио (Р.Леонкавалло «Паяцы»),
Генрих Айзенштайн (И.Штраус «Летучая мышь»), Граф Данило (Ф.Легар «Весёлая вдова»),
Эдвин (И.Кальман «Сильва»), Онегин (П.Чайковский «Евгений Онегин»), Елецкий, Нарумов (П.Чайковский «Пиковая дама»),
Роберт (П.Чайковский «Иоланта»), Мизгирь (Н.Римский-Корсаков «Снегурочка»),
Кот-рассказчик (П.Вальтгардт «Кошкин дом»), Трубадур, Сыщик, Шут (Г.Гладков «Бременские музыканты»), Акмулла, Гайнетдин (З.Исмагилов «Акмулла»), Тухбат (З.Исмагилов «Послы Урала»), Буранбай (З.Исмагилов «Кахым-туря»),
Пугачёв (З.Исмагилов «Салават Юлаев»), Аксакал (С.Низаметдинов «В ночь лунного затмения») ,
Ученик, Поэт, Хайям (С.Низаметдинов «Memento»), Магади (С.Низаметдинов «Наки»).

## Награды и премии
- Заслуженный артист Российской Федерации (2008).
- Заслуженный артист Республики Башкортостан (2002).
- Лауреат I премии Республиканского конкурса вокалистов имени Г.Альмухаметова в Уфе (1997).